# Chaetosiphella berlesei
Chaetosiphella berlesei är en insektsart som först beskrevs av Del Guercio 1905. Enligt Catalogue of Life ingår Chaetosiphella berlesei i släktet Chaetosiphella och familjen långrörsbladlöss, men enligt Dyntaxa är tillhörigheten istället släktet Chaetosiphella och familjen borstbladlöss. Enligt den finländska rödlistan är arten otillräckligt studerad i Finland. Arten är reproducerande i Sverige. Artens livsmiljö är åsmoskogar. Inga underarter finns listade i Catalogue of Life.